# 대유에이텍
대유에이텍(Dayou A-tech Co., Ltd.)은  사업 및 비철금속 합금 소재 및 가공품 사업을 영위하는 코스피 상장 기업이다. 자동차 부품 사업 부문에서는 자동차용 의자 완제품 및 알루미늄 휠 원재료의 제조 등을 한다. 대유에이텍은 대유위니아그룹의 주요 계열사로, 1977년 1월 유가증권시장에 상장된 중견 기업이다.

## 사업
매출 구성은 자동차부품 60%, 합금 40% 등으로 이루어진다. 매출 규모는 매년 5천억원대가 나오며, 흑자 규모는 매출에 비해 적은 비율을 차지하나 매분기 흑자를 내고 있는 우량 기업이다. 대유그룹 전체의 매출은 2013년 기준으로 1조 2천억원 가량인데, 대유에이텍의 매출은 5,500억원을 넘어 대유그룹에서 가장 큰 비중을 차지하는 계열사이기도 하다.
주 매출원인 자동차 시트의 주 판매처는 기아자동차와 쌍용자동차이다.

## 사업 분야의 특성
자동차 시트 제조 부문은 현대차 및 기아차 등 자동차 완성차 업체의 성과에 밀접한 영향을 받는다. 알루미늄 소재 사업 부문은 자동차 경기변동 및 국제 원자재 가격, 세계 경제 및 중국 경제, 환율 등에 크게 영향을 받는다.

## 위니아만도 인수
2014년 들어, 김치냉장고 ‘딤채’로 유명한 가전회사 위니아만도 (현 위니아딤채) 인수를 추진해왔다.
 위니아만도 인수가 성사되자 이는 증시에서 호재로 인식됐고 보험, 은행, 국민연금공단 등 기관들의 매수세가 이어져 주가가 크게 상승하기도 했다.

## 기타
대유위니아그룹의 박영우 회장은 박근혜 대통령의 조카사위로 잘 알려져 있다. 박 회장은 2004년부터 박근혜 대통령에게 정치자금을 후원하기도 했다. 다만 이러한 연관성에도 불구하고 증시에서 대유에이텍이 박근혜 테마주로 인식되어 있는 것은 아니다.

## 참고 문헌
1. 1 2  박근혜 조카사위, 위니아만도 인수 추진 - 비즈니스포스트, Jul 11, 2014
2. ↑  특징주 - 대유에이텍, 기관투자자 매수로 상승세, 머니투데이 2014.10.22
3. ↑  매각 난항 겪던 위니아만도…대유에이텍 품에, 조선비즈 2014.10.10